# Павлище Володимир Теодорович
Володимир Теодорович Павлище (15 жовтня 1942—2012) — кандидат технічних наук, професор, академік Української підіймально-транспортної академії. Завідувач кафедри деталей машин.

## Біографія
Народився 15 жовтня 1942 року в с. Демби (Польща) в селянський родині.

Після закінчення у 1959 р. Зашківської середньої школи Жовківського району Львівської області поступив на навчання у Львівський політехнічний інститут.
- 1964 р. розпочав трудову діяльність інженером-конструктором Львівського автобусного заводу;
- 1965 р. став інженером науково-дослідної лабораторії кафедри деталей машин Львівського політехнічного інституту;
- 1970 р. захистив кандидатську дисертацію за спеціальністю машинознавство;
- 1976 р. присвоєно вчене звання доцента кафедри деталей машин;
- 1994 р. отримав звання професора.

## Наукова робота
Протягом 1970—1992 р.р. працював на посадах асистента, старшого викладача і доцента кафедри деталей машин, а з 1992 р. обіймав посаду завідувача кафедри деталей машин. У 1992 р. підготував і опублікував перший у післявоєнні роки україномовний оригінальний підручник «Основи конструювання та розрахунок деталей машин»[недоступне посилання з липня 2019], який з успіхом використовується у навчальному процесі у більшості вищих технічних закладів України.
Як керівник кафедри деталей машин професор В. Т. Павлище значну увагу приділяв вдосконаленню навчального процесу, розвитку та модернізації лабораторної бази, організації науково-дослідної роботи колективу кафедри.
Під науковим керівництвом професора В. Т. Павлище на кафедрі ведеться госпдоговірна науково-дослідна робота. За останні роки кафедра виконала проектноконструкторські розробки для Добротвірської теплової електростанції та Львівтрансгазу на суму 50 тис. гривень.
Як завідувач кафедри професор В. Т. Павлище надавав великого значення підготовці науково-педагогічних кадрів вищої кваліфікації. Протягом останніх 12 років на кафедрі підготовлені й захищені три докторські та 7 кандидатських дисертацій, двом викладачам кафедри присвоєно вчене звання професора і п'яти викладачам — вчене звання доцента.
Творчий доробок професора В. Т. Павлище налічує понад 130 публікацій, серед яких один підручник, два навчальні посібники з грифом Міністерства освіти і науки, 2 технічні довідники, понад 60 наукових праць, понад 30 охоронних документів на винаходи та понад 30 навчально-методичних розробок.

## Нагороди
Нагороджений грамотою Міністерства освіти і науки України та знаком «Відмінник освіти України».

## Ланки
- Помер професор Павлище В. Т. [Архівовано 22 грудня 2014 у Wayback Machine.]
- Павлище В. Т. НУ «ЛП» [Архівовано 22 грудня 2014 у Wayback Machine.]
- Офіційний сайт НУ «ЛП» [Архівовано 7 листопада 2016 у Wayback Machine.]